# Скат (посёлок)
Скат — посёлок в  Белоярском муниципальном образовании Новобурасского района Саратовской области России.

## География
Посёлок расположен в 90 км на северо-запад от Саратова.

## История
До 24 апреля 2013 года входил в Малоозёрское муниципальное образование.
С 24 апреля 2013 года Малоозёрское муниципальное образование в составе Белоярского муниципального образования.

## Население
| 2010 |
| ---- |
| 36   |

## Инфраструктура
В поселке единственная улица  — Колхозная.